# Centro Nacional de Registros
El Centro Nacional de Registros (CNR) es un ente perteneciente al gobierno de El Salvador, que garantiza los principios de publicidad, legalidad y seguridad jurídica de los registros de propiedad raíz e hipotecas, de comercio, propiedad intelectual, garantías mobiliarias, cartográficas y catastrales.
El Gobierno del Presidente Nayib Bukele ha modernizado la plataforma del CNR para gestionar el Registro de Propiedad Intelectual en línea, para simplificar los servicios, acompañar al usuario en los procesos y brindar una mejor experiencia en los tiempos de respuesta en cada una de sus instituciones, esto como parte de la transformación digital de la entidad.

## Historia y antecedentes
En El Salvador, durante la década de los 90, una de las mayores preocupaciones de la población en general era la seguridad jurídica sobre la propiedad. Debido a esto y con el apoyo del Órgano Legislativo, El Estado decidió crear una instancia adecuada que pudiera garantizar este servicio a la población salvadoreña.  En ese momento nace la idea de crear una institución con un nivel técnico jurídico de calidad, la cual brindara un servicio ágil y eficiente al país. Es entonces que se crea El Centro Nacional de Registros (CNR).
El CNR, nace como una entidad con autonomía en lo financiero y administrativo, unidad descentralizada, agregada al Ministerio de Justicia en 1994 y cuyo objeto principal en ese entonces fue organizar y administrar el Sistema Registral y Catastral del país.
Para el año de 1995 se complementaron las funciones de la Dirección General de Registros, Registro de la Propiedad Raíz e Hipotecas, Registro Social de Inmuebles, Instituto Geográfico Nacional y el Registro de Comercio, lo cual permitió las funciones registrales en una sola institución.
Al transferirse todas las atribuciones y facultades al CNR, se fortaleció la autosostenibilidad y la prestación de servicios eficientes, mediante nuevas tecnologías, garantizando la seguridad jurídica de la propiedad de los salvadoreños.
A partir de 1999, el Centro Nacional de Registros experimenta ciertos cambios administrativos, y se determina como una unidad descentralizada adscrita al Ministerio de Economía, teniendo autonomía administrativa y financiera y cuyo Director Ejecutivo, a partir de ese momento, sería nombrado por el presidente de la República.
Con la entrada en vigencia de la nueva Ley de Marcas y Otros Signos Distintivos, a partir del 17 de julio de 2002, y con el fin de que el CNR pueda dar cumplimiento a dicha ley, separó la funciones correspondientes a la Propiedad Intelectual del Registro de Comercio y se crea el Registro de la Propiedad Intelectual como tal, bajo acuerdo de Consejo Directivo.
En el 2013, en El Salvador, se creó la Ley de Registros de Garantías Mobiliarias, para la cual, en cumplimiento de la misma, el CNR crea el Registro de Garantías Mobiliarias, inaugurado el 14 de octubre de 2014.
Desde un inicio, la institución se ha consolidado con una imagen de eficiencia, modernidad, agilidad y excelente servicio hacia los usuarios que diariamente hacen uso de la institución, y que actualmente tiene presencia en los 14 departamentos del país: San Salvador, La Libertad (Santa Tecla), Santa Ana, Ahuachapán, Sonsonate, Chalatenango, Cabañas (Sensuntepeque), Cuscatlán (Cojutepeque), San Vicente, La Paz, Usulután, Morazán (San Francisco Gotera), San Miguel y La Unión.
Un importante anuncio que hiciera la actual administración a inicio de la gestión  es sobre un acuerdo alcanzado con Google con el fin de iniciar parte del proceso de modernización de la institución, proyecto encomendado por el presidente de la República.
Es importante informar a los usuarios del CNR que este proyecto tiene como objetivo convertir a la institución como una entidad 100% digital que permita mejorar los servicios, mejorando  la eficacia operativa, así como el poder ofrecer servicios de innovación, además de brindar una seguridad jurídica a través de una tecnología altamente protegida.
Actualmente el director ejecutivo del Centro Nacional de Registros (CNR), es el Lic. Camilo Trigueros, que está al frente de esta importante institución desde abril del 2021.
El Centro Nacional de Registros está integrado por cinco direcciones principales: Registro de la Propiedad Raíz e Hipotecas, Registro de Comercio, Registro de Propiedad Intelectual, el Instituto Geográfico y del Catastro Nacional y el Registro de Garantías Mobiliarias.